# Mycocalicium
Mycocalicium är ett släkte av lavar. Mycocalicium ingår i familjen Mycocaliciaceae, ordningen Mycocaliciales, klassen Eurotiomycetes, divisionen sporsäcksvampar och riket svampar.
| Mycocalicium | \| \| Mycocalicium albonigrum \| \| \| \| \| \| Mycocalicium americanum \| \| \| \| \| \| Mycocalicium calicioides \| \| \| \| \| \| Mycocalicium subtile \| \| \| \| \| \| Mycocalicium victoriae \| \| \| \| |
|              | \| \| Mycocalicium albonigrum \| \| \| \| \| \| Mycocalicium americanum \| \| \| \| \| \| Mycocalicium calicioides \| \| \| \| \| \| Mycocalicium subtile \| \| \| \| \| \| Mycocalicium victoriae \| \| \| \| |
|              | Chaenothecopsis |
|              | |
|              | Phaeocalicium |
|              | |
|              | Stenocybe |
|              | |
|              | Mycocalicium albonigrum |
|              | |
|              | Mycocalicium americanum |
|              | |
|              | Mycocalicium calicioides |
|              | |
|              | Mycocalicium subtile |
|              | |
|              | Mycocalicium victoriae |
|              | |

|  | Mycocalicium albonigrum  |
|  |                          |
|  | Mycocalicium americanum  |
|  |                          |
|  | Mycocalicium calicioides |
|  |                          |
|  | Mycocalicium subtile     |
|  |                          |
|  | Mycocalicium victoriae   |
|  |                          |